# Robert Lee Thornton

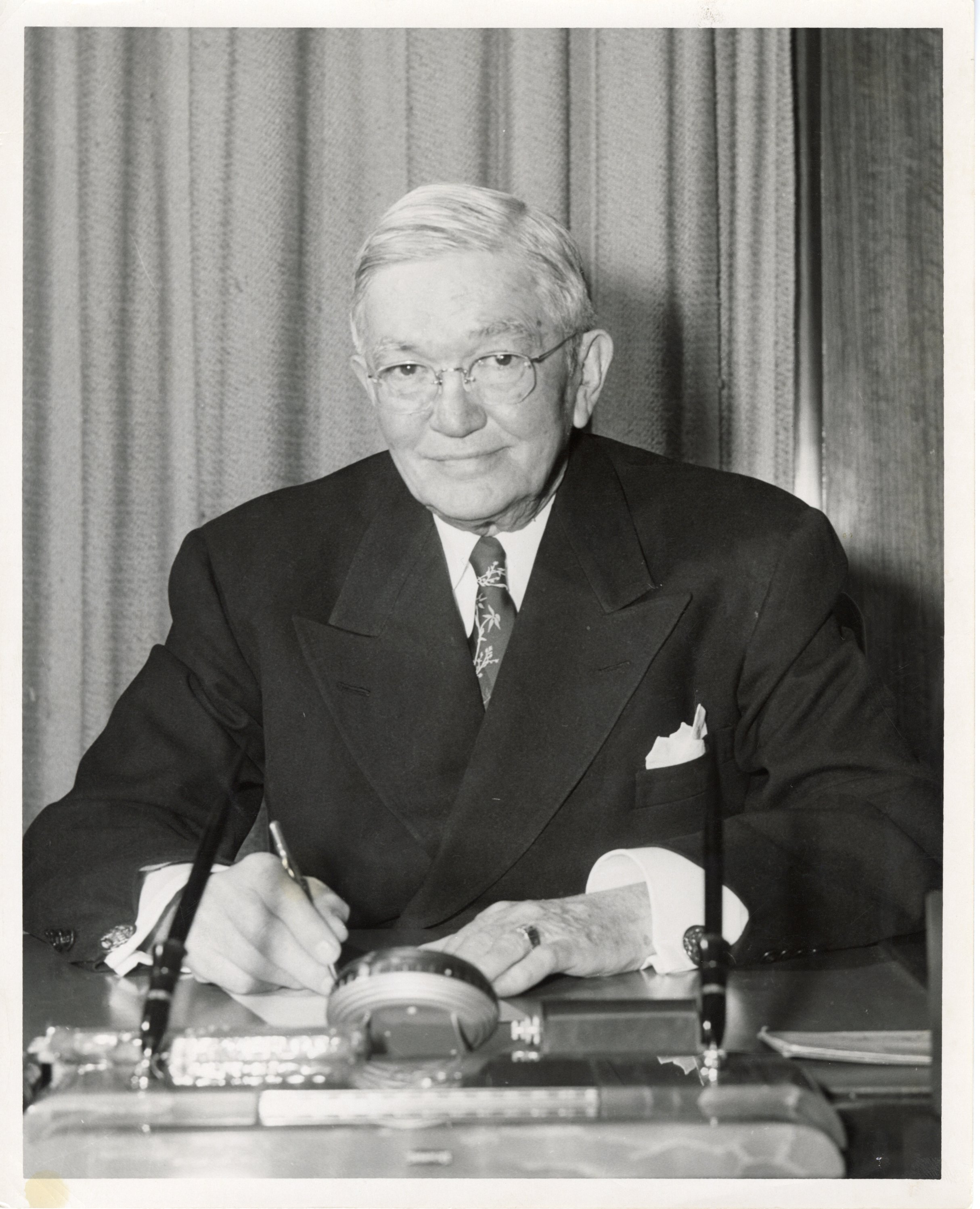
Robert Lee Thornton

Robert Lee Thornton (* 10. August 1880 bei Hico, Texas; † 15. Februar 1964 in Dallas) war ein US-amerikanischer Bankier und Politiker. Von 1953 bis 1961 war er Bürgermeister von Dallas.

## Leben
Aufgrund eines Rechtsstreits verlor seine Eltern ihre Farm und zogen nach Village Creek, wo sie hauptsächlich Baumwolle anpflanzten. Er besuchte unregelmäßig die Schule und beendete diese letztendlich nach acht Klassen. Außerdem arbeitete er als Angestellter in einem Laden. Mit geliehenem Geld von seinem Chef absolvierte Thornton eine Weiterbildung im Bereich der Wirtschaft in Dallas. Im Jahr 1904 wurde er Handelsvertreter für eine Süßwarenfirma aus St. Louis. Nach gescheiterten Versuchen als Selbständiger gründete er 1916 mit finanzieller Unterstützung der Familie seiner Gattin die Privatbank Stiles, Thornton & Lund.